# Jag vill ha en brud med stora pattar
Jag Vill Ha En Brud Med Stora Pattar (Jeg Ønsker Mig En Brud Med Store Patter) er en sang af Eddie Meduza. Sangen kan findes på singlen med samme navn fra 1983. Det var også inkluderet på CD-udgaven af West A Fool Away fra 2002.

## Første udgave og rivaliseringen med Bert Karlsson
Første gang singlen udkom, skiftede titlen fra "Jag Vill Ha En Brud Med Stora Pattar" til "Jag Vill Ha En Brud Med Stora Bröst". Sangen blev også klippet ned med cirka 30 sekunder, så den del af sangen, hvor han synger, at han vil have en brud med Carolas bryster, er fjernet.
Værd at nævne, den svenske sangerinde Carola Häggkvist havde for nylig gjort et gennembrud med sangen "Främling". Errol Norstedt lavede derefter mange optagelser, der blev rettet mod Bert Karlsson efter denne hændelse.  Sangen "Jag Vill Ha En Brud Med Store Pattar" blev først indspillet hos Bert Karlsson, og i løbet af samme tid arbejdede Carola Häggkvist også hos Bert Karlsson, hvoraf Karlsson derfor valgte at censurere meningen "Jag vill ha en brud med Carolas pattar!". Ifølge Thomas Witt i en interview fra ekstramaterialet til dokumentaren Eleganten Från Vidderna - Filmen Om Eddie Meduza, der arbejdede med Eddie Meduza i løbet af denne tid, havde Carola Häggkvists far været vred over, at hans datter arbejdede for det samme pladeselskab, som Eddie Meduza var hos. Det havde gjort Eddie Meduza vred, hvilket fik ham til at ønske at give igen.
Bert Karlsson fik sangen "Bert Karlsson Blues" dedikeret på kassetten Dubbelidioterna fra 1983.
På pladen West A Fool Away parodierede han Bert Karlsson i sangen "Skarapersiflage" og sketcherne "Studiostädare Börje Lundin" og "Bröderna Lundin Rensar Studion".
På reklamekassetten Eddie Meduza Presenterar Lester C. Garreth fra 1984 parodierer han Bert Karlsson igen og spiller en figur, der hedder "Bert Fjärt".
Introen til sangen "Herr Karlsson Är Ett Svin" fra kassetten Hej Hitler! fra 1985 og soloen til sangen "Hejsan Bert" fra kassetten Raggare! fra 1986 har samme melodi som "Främling" af Carola Häggkvist.
På kassetten Börje Lundins Julafton fra 1987 afsluttes kassetten med, at figurerne Börje Lundin, Sven Lundin og Ljungbacka-Erik knuser Bert Karlssons vinduer i hans bopæl.
På kassetten Idiotlåtar fra 1989 er "Bert Fjärt" med igen i sangesketchen "Bert Fjärt I Studion", der han går rundt og bjæffer på alt og alle.

## Anden udgave
Fordi han fik sin sang censureret, vendte han tilbage til CBS, som derefter frigav singlen med den originale titel og hele sangen.